# Pałac Zamoyskich w Adampolu
Pałac Zamoyskich w Adampolu – letni pałac myśliwski Zamoyskich w Adampolu w powiecie włodawskim, w województwie lubelskim. Zbudowany w latach 1923–1928 w stylu eklektycznym na zlecenie Konstantego Zamoyskiego. Wraz z zespołem pałacowym wpisany jest do rejestru zabytków województwa lubelskiego.

## Historia
Budowa pałacu w miejscu dawnej leśniczówki, rozpoczęła się w 1923 roku decyzją Konstantego Zamoyskiego, po tym, jak poprzednia rodzinna rezydencja Zamoyskich w Różance uległa zniszczeniu w czasie I wojny światowej. Projektantem pałacu był sam Konstanty, a architektem Zygmunt Dewuar, później Jan Koszczyc Witkiewicz.
W październiku 1939 roku, po wybuchu II wojny światowej, majątek przeszedł w ręce niemieckiego zarządu, a sama rodzina Zamoyskich została wysiedlona w 1942 roku. W 1945 roku pałac stał się własnością Skarbu Państwa.
Pałac wraz z bocznymi skrzydłami i z zabudowaniami gospodarczymi zgrupowany jest wokół czterobocznego dziedzińca. Główny budynek, z elewacją frontową zwróconą na południowy wschód, wzniesiony został na planie podłużnego prostokąta z półkolistą kolumnadą na osi fasady. Od wschodu dostawione jest pod kątem prostym skrzydło boczne na planie podłużnym z ryzalitami na osi z przodu i z tyłu. W części północnej pomiędzy skrzydłami bocznymi a budynkami gospodarczymi znajdują się wieżyczki na planie koła.
Główny budynek wchodzący w skład zespołu jest parterowy, podpiwniczony, z użytkowym poddaszem i wieżami w północnych narożach. Korpus nakryty wysokim dachem dwuspadowym z lukarnami i wieżami z dachami cebulastymi. Od południowego zachodu do korpusu przylega parterowy korytarz z półkolistym ryzalitem od zewnątrz, nad którym znajduje się trakt spacerowy. Ściany zewnętrzne pałacu na niskim cokole, gładkie zwieńczone gzymsem.
Fasada jednokondygnacyjna, dwunastoosiowa. Pośrodku znajduje się półkolisty portyk o wysokich smukłych kolumnach, na którym wspiera się balkon. Okna rozmieszczone regularnie. Elewacja północno-zachodnia, od dziedzińca parterowa w części korpusu, z pięcioosiowym dwukondygnacyjnym ryzalitem zwieńczonym trójkątnym szczytem, flankowana piętrowymi wieżami o nieregularnie rozmieszczonych oknach. Szczyt ryzalitu opracowany jest w następujący sposób: w prostokątnym polu środkowym ujętym pilastrami znajduje się kartusz herbowy, nad którym umieszczony został trójkątny przyczółek z gzymsem kostkowym. Partia środkowa ujęta została dwoma spływami, które zakończone są niewielkimi filarami.
Dekoracja ścian i wnętrza wykonana została z elementów rzeźbiarskich przeniesionych ze zniszczonego w czasie I wojny światowej osiemnastowiecznego pałacu w Różance, dawnej siedziby linii rodu Zamoyskich z Włodawy. We wschodnim skrzydle wkomponowano trzynaście kapiteli korynckich, pochodzących z początku XVIII wieku oraz tablicę informacyjną z datą 1716. Do pałacu w przeniesiono także kominek z 1836 oraz kilka klasycystycznych rzeźb. W skrzydle zachodnim, w kaplicy, wmontowano dwa średniowieczne witraże.
Od 1946 roku założenie pałacowe służy jako szpital przeciwgruźliczy.